# Марта Хулія
Марта Хулія Лопес Луна (ісп. Martha Julia Lopez Luna; нар. 24 лютого 1973, Кульякан, Сіналоа) — мексиканська акторка.

## Життєпис
Народилася 24 лютого 1973 року містечку Кульякан-Росалес, штат Сіналоа. Дебютувала в 1995 році в серіалі «Найбільша премія» і з того часу знялася в понад 20 мексиканських серіалах. Хоча повнометражних фільмів у її фільмографії немає.
Крім зйомок у мексиканських теленовелах, учасниця мексиканського реаліті-шоу «Старший брат» (2002—2005), у якому брала участь у травні 2004 року, але швидко вибула з шоу.
2008 року номінувалася на премію TVyNovelas у категорії Найкраща акторка другого плану за роль Ісадори Дуарте у теленовелі «Чисте кохання».

## Особисте життя
1998 року народила сина Річі від свого партнера Рікардо де Альба. У 2005 році зустрічалася з мексиканським актором Габріелем Сото. 2013 року вступила у шлюб з актором Сальвадором Ібарра. Народила дочку Ісабеллу. Розлучилися 2016 року.

## Фільмографія

### Мексика

#### Серіали

##### Понад 2-х сезонів
- 2001—2002 — Жінка, випадки з реального життя / Mujer, casos de la vida real — різні персонажки
- 2011 — Як то кажуть / Como dice el dicho — Олівія Бенітес
- 2020 — Роза Гвадалупе / La rosa de Guadalupe — Аманда

##### Televisa
- 1995 — Найбільша премія / El premio mayor — Консуело Флорес
- 1997 — Здоров'я, гроші та кохання / Salud, dinero y amor — Консуело Флорес де Домінгес (продовження серіалу Найбільша премія)
- 2001 — Подруги та суперниці / Amigas y revales — Маргарита Реєс Ретана
- 2002—2003 — Шляхи кохання / La vías del amor — Сандра Іррібарен
- 2005—2007 — Мачуха / La madrastra — Ана Роса Маркес
- 2007 — Чисте кохання / Distilando amor — Ісадора Дуарте де Монтальво
- 2008—2009 — Залізна душа / Alma de hierro — Патрісія Хіменес де ла Коркуера
- 2010 — Дівчинка мого серця / Niña de mi corazón — Тамара Дієс
- 2010 — Я твоя хазяйка / Soy tu dueña — подружка нареченої #1
- 2010—2011 — Коли я закоханий / Cuando me enamoro — Марина Сепульведа
- 2012 — Заради неї я Єва / Por ella soy Eva — Саманта
- 2012—2013 — Корона сліз / Corona de lágrimas — Флор Ескутія Борболья
- 2013—2014 — Моє кохання назавжди / Por siempre mi amor — Габріела Сан Роман[3].
- 2016—2017 — Кандидатка / La candidata — Джессіка
- 2020 — Мексиканка та блондин / La mexicana y el güero — детектив Ванесса Ларіос
- 2022 — Мачуха / La madrastra — Флоренсія Лінарес де Техада
- 2023 — Земля надії / Tierra de esperanza — Адріана Еспіноза
- 2024—2025 — Гірке кохання / Amor amargo — Магдалена Мюррей

#### Перу

##### America Television
- 2003—2004 — Лусіана та Ніколас / Luciana y Nicolás — Лорена Егускуїса

#### Венесуела

##### Univision
- 2006 — Ніколи не забуду тебе / Olvidarte jamás (разом зі США) — Лукресія Монтеро

## Телепередачі

### Реаліті шоу
- Старший брат / Big Brother VIP (2004; програш).